# Pottenberg
Pottenberg, en maastrichtois « potteberg », est un quartier de la commune de Maastricht, dans la province du Limbourg néerlandais.

## Toponymie
Pottenberg est le nom d'un domaine qui remonte à 1439. Le nom de ce domaine faisait référence à l’activité de poterie, importante à cette époque à Maastricht. Beaucoup de rues y sont nommées d'après l’argile (Terra Cottalaan et Chamottestraat sont deux rues dont les noms signifient respectivement « terre cuite » et « chamotte »), une forme de pot (Klokbekerstraat et Amfoorstraat en référence aux « gobelets » et aux « amphores ») ou des techniques de poterie (Emailstraat, Decorstraat). Certaines rues sont nommées d'après des roches travaillées (Veldspaatstraat et Silexstraat en référence, respectivement, au feldspath et au silex). En 1970, sur la Potteriestraat, la statue de pottemenneke fut dévoilée en hommage à ceux qui ont travaillé dans les poteries de Sphinx, Mosa ou Céramique.

## Géographie
La zone est située sur la pente douce de la colline de Dousberg (d'où le -berg dans Pottenberg). Pottenberg est délimitée par les quartiers de Belfort au sud, le quartier de Dousberg-Hazendans à l'ouest, Malpertuis au nord et Brusselsepoort à l'est. La route d'accès principale est la Via Regia, qui relie à la fois le quartier et le centre de Maastricht à l'arrière-pays belge.

## Histoire

### Période des terres agricoles
Les terres correspondant à l’actuel Pottenberg appartenaient, jusqu'en 1794, aux églises et monastères des villages voisins que les agriculteurs cultivaient (Oud-Caberg, Biesland, Wolder).
Sous l'ancien Régime, la zone de Caberg appartenait au manoir de Pietersheim ; Biesland et Wolderling appartenaient au comté de Vroenhof, qui était régi par l'anciennee juridiction de Lenculen sur Tongersestraat. Après 1200, ce comté est devenu un fief de Brabant.
Sous la période française, les terres de Pottenberg furent transférée à la municipalité de Vroenhoven. Lors de la délimitation finale de la frontière entre les Pays-Bas et la Belgique en 1839, Pottenberg fut intégré à la ville néerlandaise de Oud-Vroenhoven. Cette dernière municipalité a été rattachée à Maastricht le 1er janvier 1920. Peu de changements ont eu lieu les deux premières années suivant l'annexion, cependant, en 1954, un plan d'expansion fut présenté, prévoyant la construction des quartiers de Caberg et de Wolder.

### Construction du quartier
Les plans de Pottenberg par l’urbaniste Frans Dingemans en 1958 dans le but de loger de 4 500 à 5 000 personnes. Dingemans a suivi les concepts de « quartier populaire » et de « philosophie de paroisse » dans la construction du quartier, qui apparait dans le plan d'extension essentiels de 1954 (« Plan Ouest »). L'idée était de construire un nouvel ensemble de logements avec les équipements nécessaires pour que le quartier obéisse à une logique de paroisse, c'est-à-dire l'église paroissiale au milieu, entourée par les écoles, les bâtiments communautaires, les commerces et les autres commodités, des zones pour les travailleurs et les fonctionnaires et, sur les bords du quartier, des zones de loisirs. Il était prévu de rapprocher les pensionnats pour riche et pour les milieux plus défavorisés afin de favoriser la mixité et de renforcer les comportements sociaux appropriés.
Le quartier a été construit de 1960 à 1967. Comme la plupart des quartiers construit après la guerre à Maastricht, la majorité des logements sont loués.

### Depuis 2010
Selon un sondage effectué en 2010, la note du quartier de Pottenberg est en dessous de la moyenne des quartiers de Maastricht. Cela est en grande partie dû à la composition de la population (faible revenu, le nombre de personnes âgées, les immigrants et les familles monoparentales). D'autres éléments viennent expliquer ce résultat : un taux de chômage y est élevé (en 2010, il atteignait 21,9 %, soit le plus élevé de Maastricht), des maisons anciennes (nombreux petits appartements sans ascenseur, plus que dans tout autre quartier de Maastricht), la mauvaise qualité des parcs, le vieillissement de la région et le manque de centres de loisirs ou d'activités pour les jeunes.
La ville de Maastricht et les coopératives d'habitation de Maastricht ont présenté, en 2009, un plan pour travailler avec les résidents et les organisations partenaires afin d'améliorer le quartier lors de la décennie suivante. Ces améliorations visent à accroître la vente des logements (dans les années 2010, le rapport location/vente est de 85:15, l'objectif à long terme est de 65:35), le remplacement des hauts immeubles par des maisons plus basses et l'amélioration des espaces verts dans les secteurs au nord et au sud du quartier. La « porte du quartier » (« Poortgebouw ») et « Mammoetflat », au centre du quartier, et les blocs d'appartements de la Terra Cottalaan sont en cours de démolition (les travaux sont censés prendre fin en 2018).

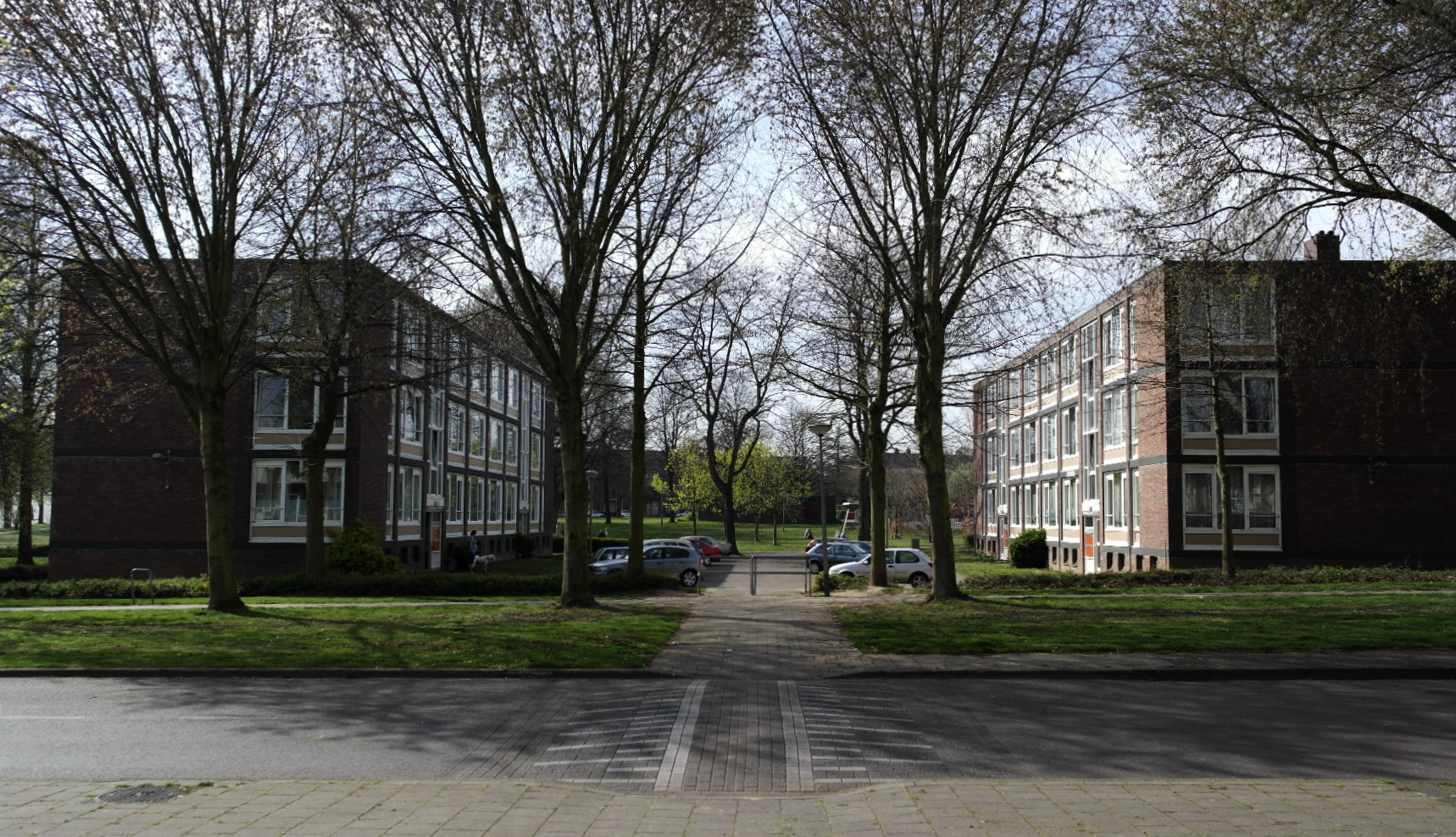
Bâtiments des années 1960.
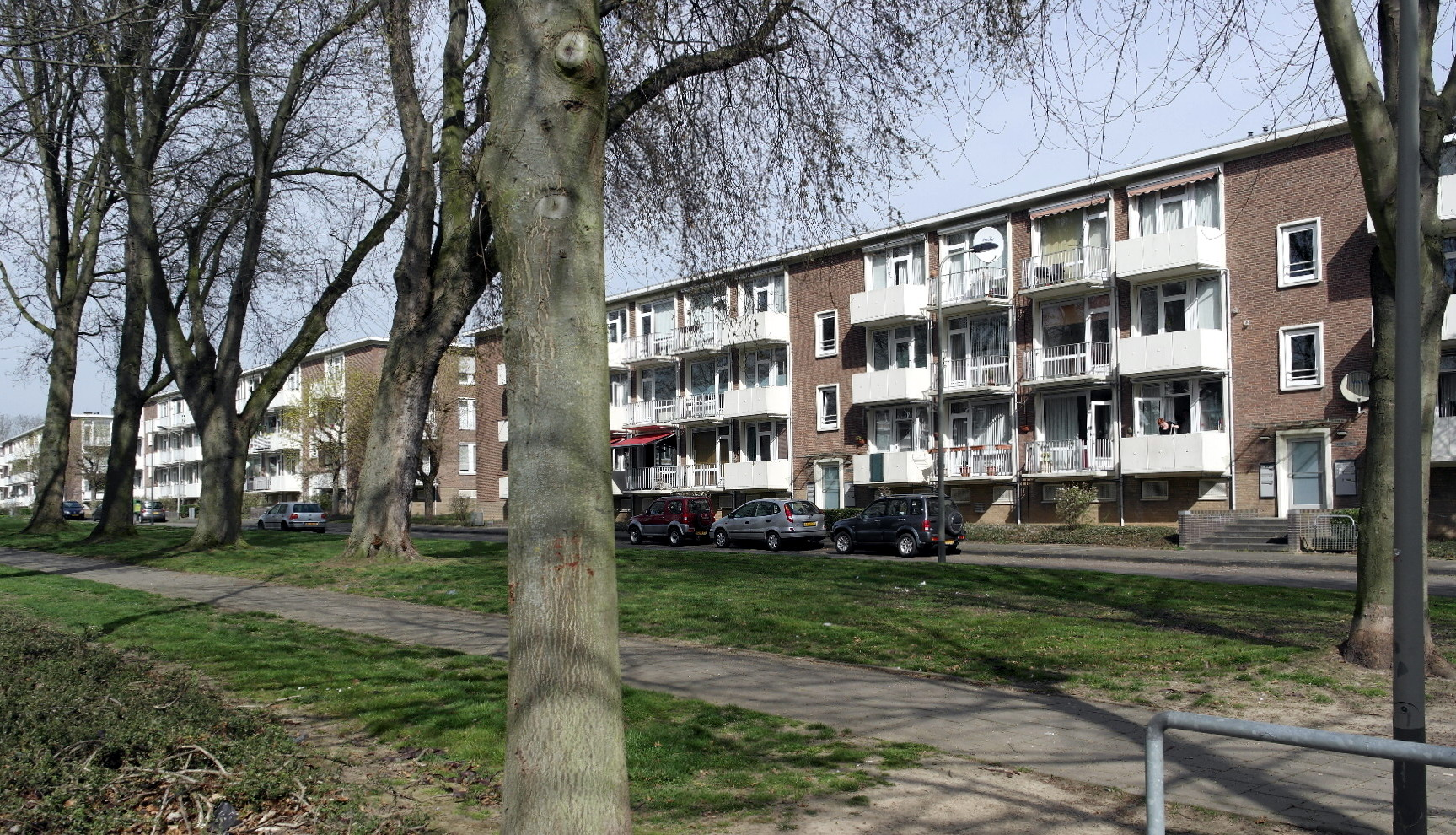
Bâtiments et parc.
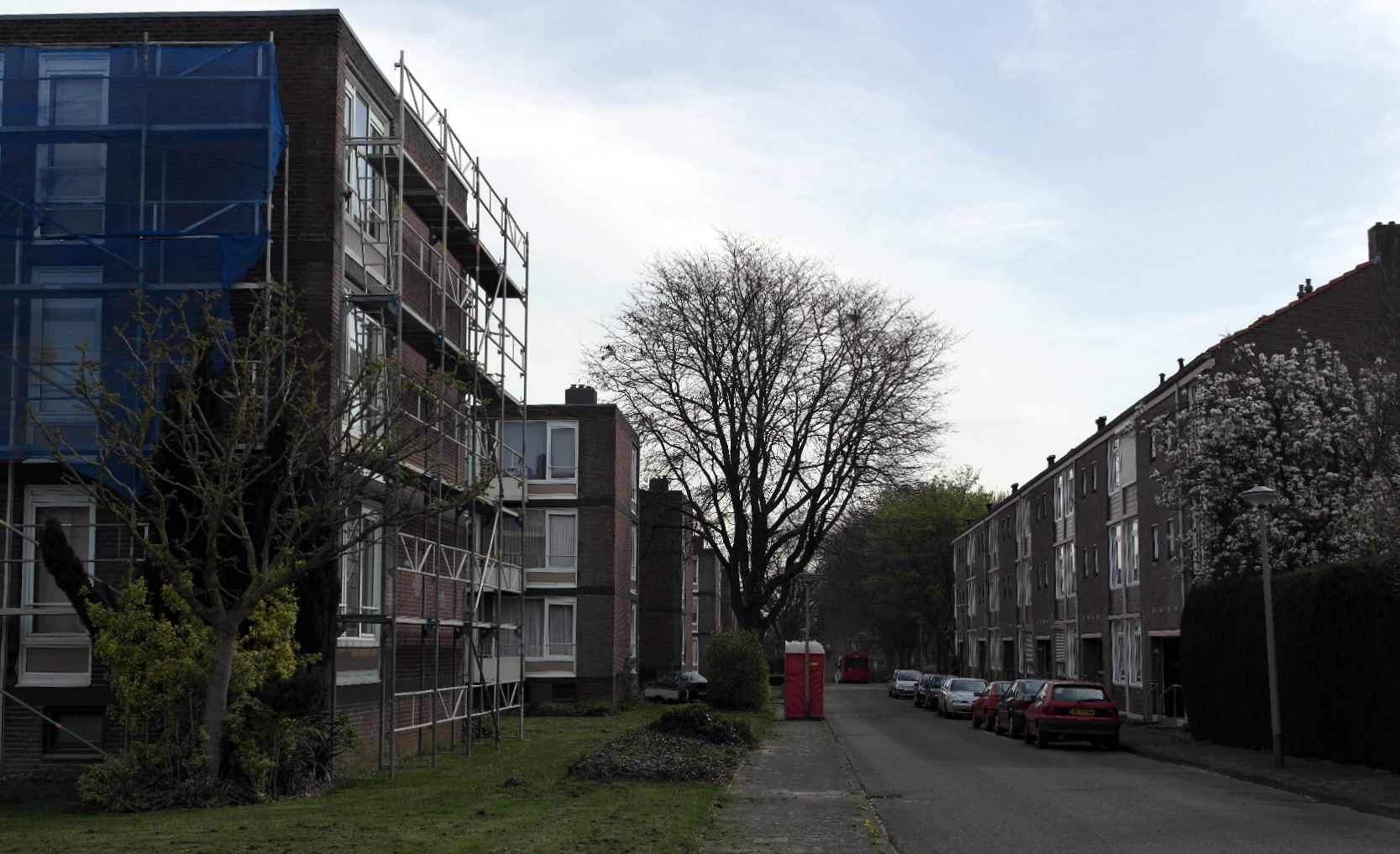
Rénovations des anciens blocs d'appartements.
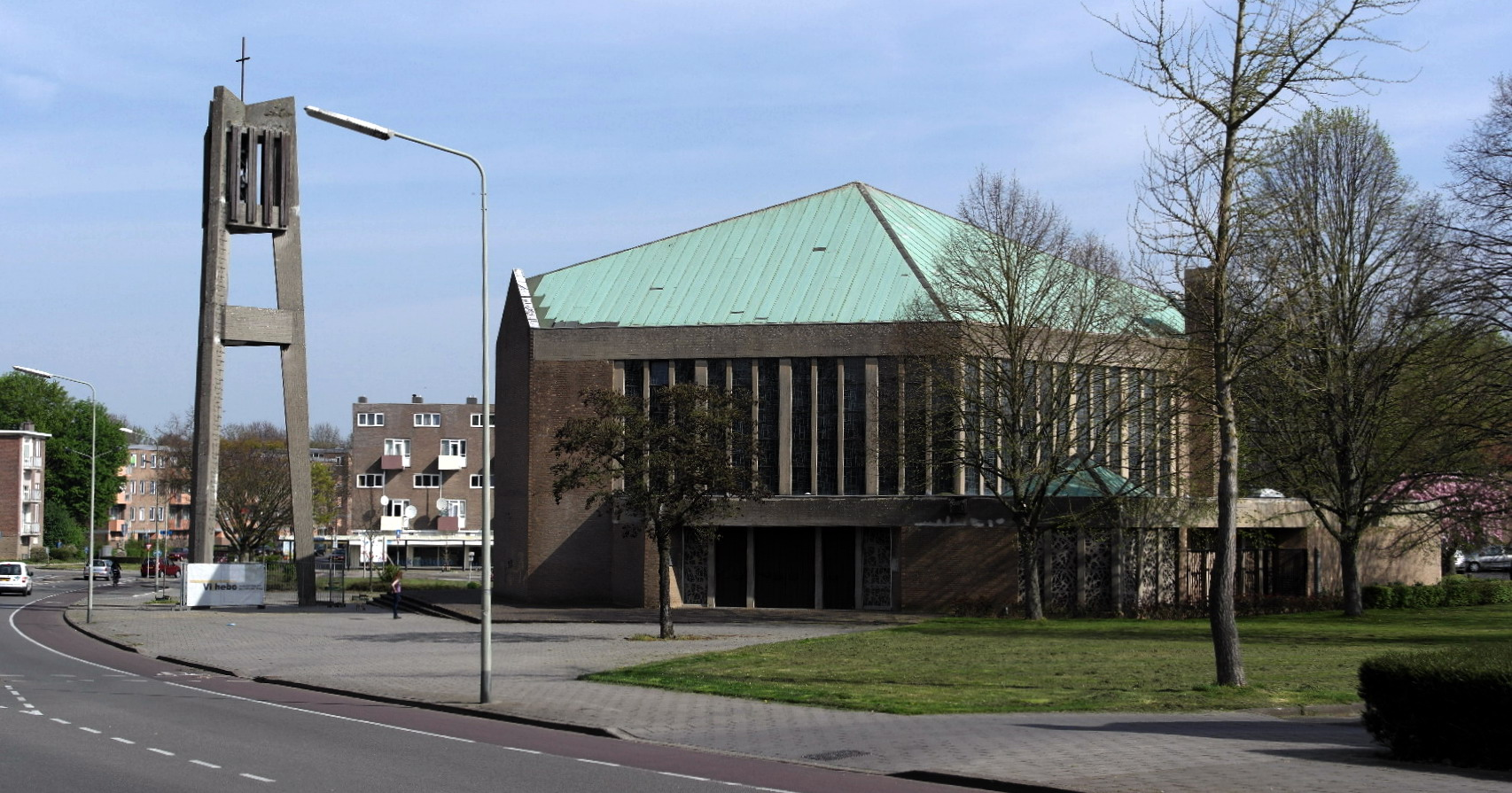
Église avec clocher au centre de Pottenberg.
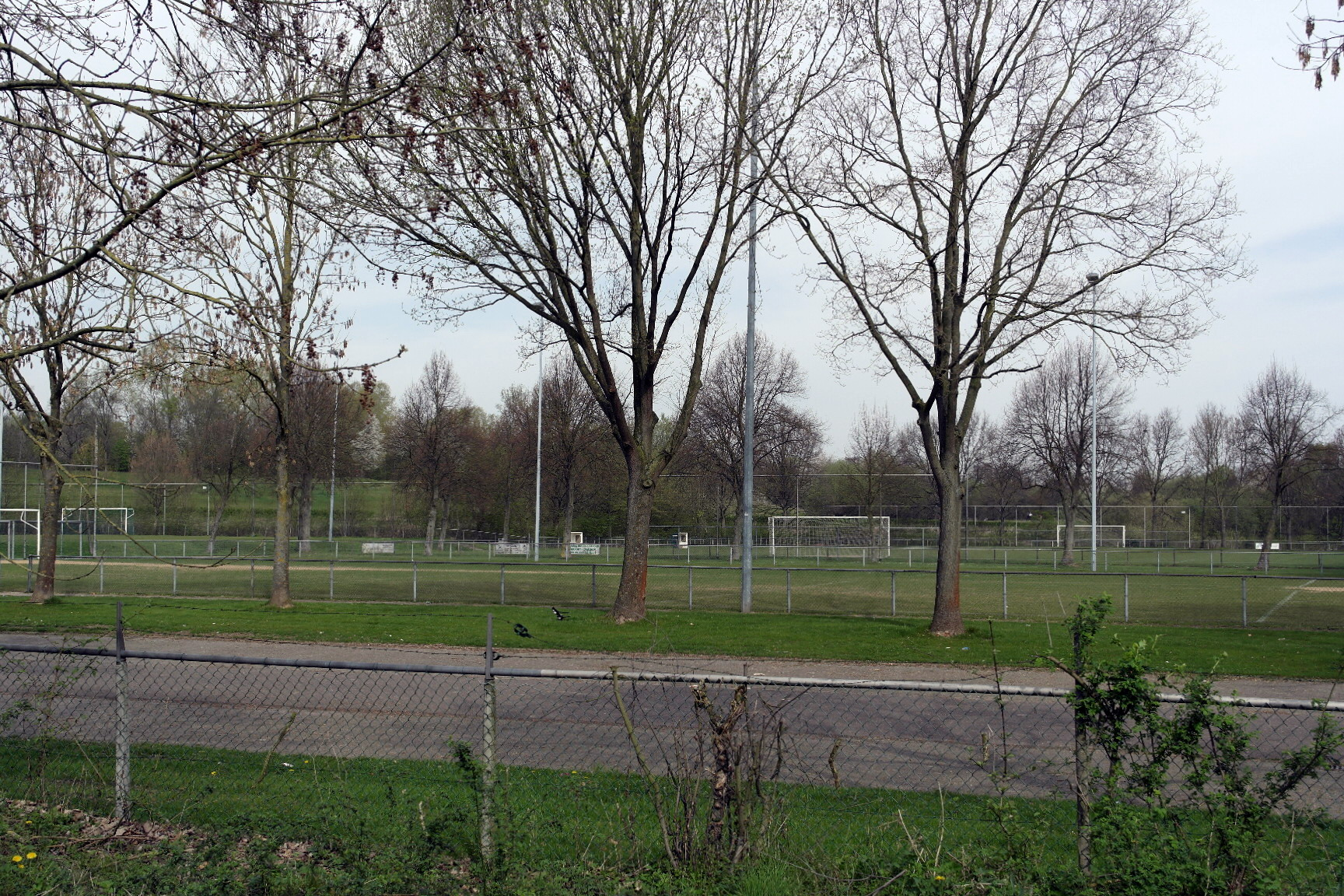
Terrain de sport vers Dousberg.
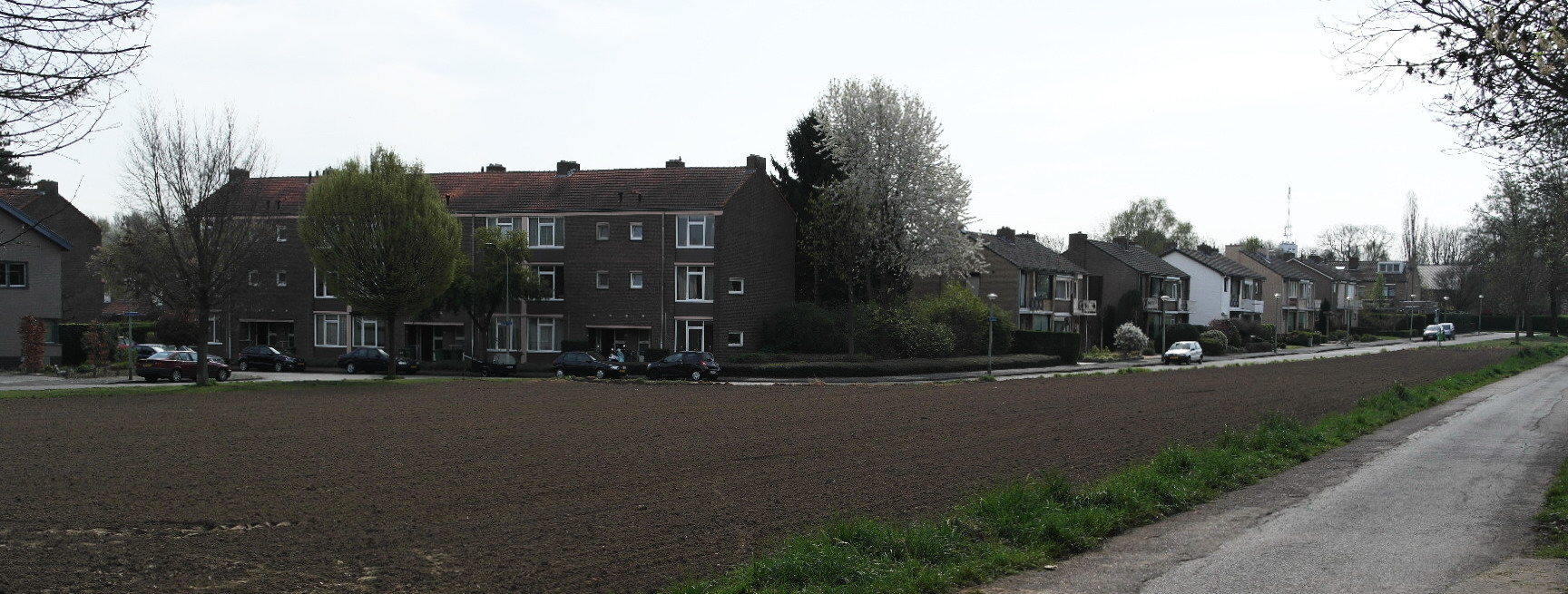
Sentiers pédestres et pour véloo vers Dousberg.

## Population et société

### Commerces
Pottenberg dispose d'un petit centre commercial de quartier (avec 15 boutiques et un café) et d'un centre communautaire (De Romein).

### Cultes
L'église paroissiale de Pottenberg a une double fonction puisqu'elle accueille des messes de la paroisse catholique du Christ de l'Ascension et des messes de l'Église apostolique arménienne. Toutefois, le diocèse de Ruremonde cherche un nouvel usage pour le bâtiment. Le quartier dispose d'une école islamique (El Habib) et une école orientée vers la pratique (Terra Nigra College).

### Loisirs
Pottenberg est un quartier relativement vert avec beaucoup de parcs (y compris le long de la Terra Cottalaan et de la Klokbekerstraat). Un Cruyff Court se trouve sur la Silexstraat. Entre Pottenberg et l'artère très fréquentée Via Regiase trouve un parcconnu sous le nom de parc Van de Venne-sud. La partie nord du parc se trouve dans les quartiers de Malpertuis et Malberg.
Juste à l'ouest de Pottenberg se trouve l'espace de Dousberg comprenant un centre de tennis et de squash, une piste de ski et un terrain de golf à 18 trous.

### Associations
Plusieurs associations sont présentes à Pottenberg, dont deux associations de carnaval (« De Mammoeters » en « De Jumbo's ») et des associations de scoutisme (« Lord Baden Powell »). La Stichting Jeugdwerk Pottenberg (Fondation de Pottenberg pour la jeunesse) met à disposition des clubs et jouets pour les enfants âgés de 6 à 15 ans. La Stichting Ouderenwerk Pottenberg (Fondation de Pottenberg pour les personnes âgées) propose des activités pour les personnes âgées et handicapées du quartier et des environs.

### Urbanisme
Pottenberg a été construit dans les années 1960 et présente les caractéristiques urbaines et architecturales de cette période. Pour cette raison, la Rijksdienst voor het Cultureel Erfgoed (Service d’État pour le patrimoine culturel) l'a désigné comme étant l'une des trente zone dont les constructions doivent être préservées et aménagées. Le quartier fut construit sur le plan directeur de l'architecte Frans Dingemans. L'expansion s'est basée sur le « Plan Ouest » de 1954, qui prévoit un quartier de type « paroisse », séparés par de larges espaces verts et reliées par une « voie inter-paroissiale » (appelée Potteriestraat à Pottenberg). Environ 60 % des quelque 1250 maisons construites dans Pottenberg étaient des « habitations empilées » (petites immeubles se présentant comme une succession de maisons les unes sur les autres). 40 % des habitations étaient monofamiliales.
En 1960, les appartements de l'architecte Harry Koene, situés sur la Majolicastraat et le Van de Vennepark, comptent parmi les premières maisons à avoir été livrées. La Poortgebouw et le Mammoetflat sur Potteriestraat, commandés par la coopérative d'habitation Ons Limburg (« Notre Limbourg »), ont été conçus en 1960-1962 par J. A. M. Kurvers. Sur la Veldspaatstraat et Terra Nigrastraat se trouvent des maisons mitoyennes de l'architecte Frans Snelder construites entre 1963 et 1966. À la même époque, l'école Mulo (pour Meer uitgebreid lager onderwijs) de Theo Boosten fut construite sur la Terra Nigralaan.
L'église paroissiale, avec un plan en étage hexagonal et un toit en cuivre irrégulier, a été conçu par l'architecte A. F. Brenninkmeyer en 1964 et a été achevée en 1966. Les vitraux en dalle de verre et en plomb sont d'Eugène Laudy et A. Iwschenke. Fons Bemelmans a conçu le tabernacle. Le campanile, détaché du bâtiment, ouvert et triangulaire ne comporte pas d'horloge.
Dans un parc, à l'intersection de Potteriestraat et de Terra Cottalaan, se trouve, depuis 1970, la statue Pottemenneke d'Otmar Lochschmidt, symbole de Pottenberg. Dans la partie sud du parc Van de Venne, à l'angle de Porseleinstraat-Via Regia se trouve un obélisque flanqué de chaque côté par un muret à un angle de 90 degrés.

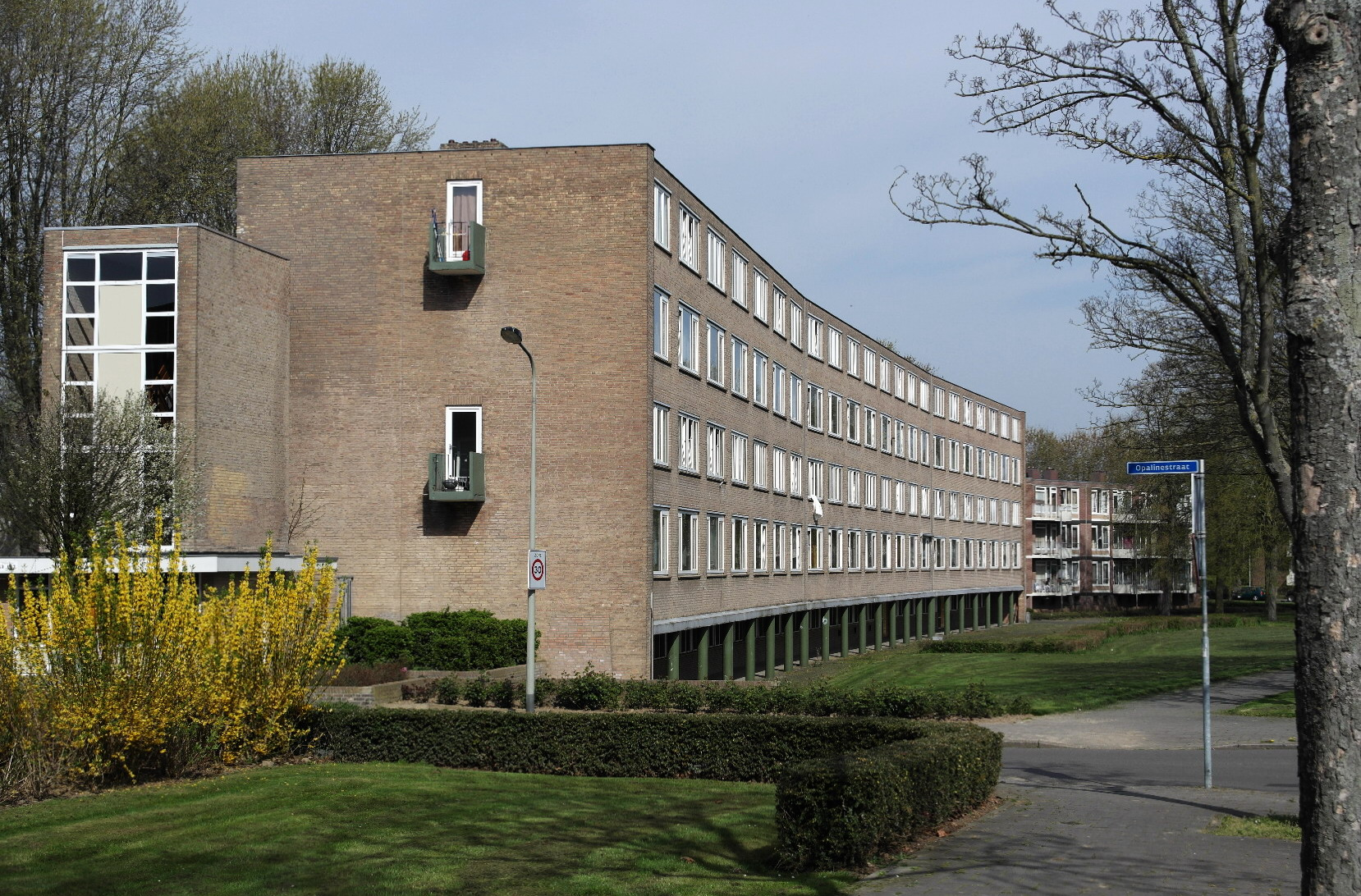
« Mammoetflat ».
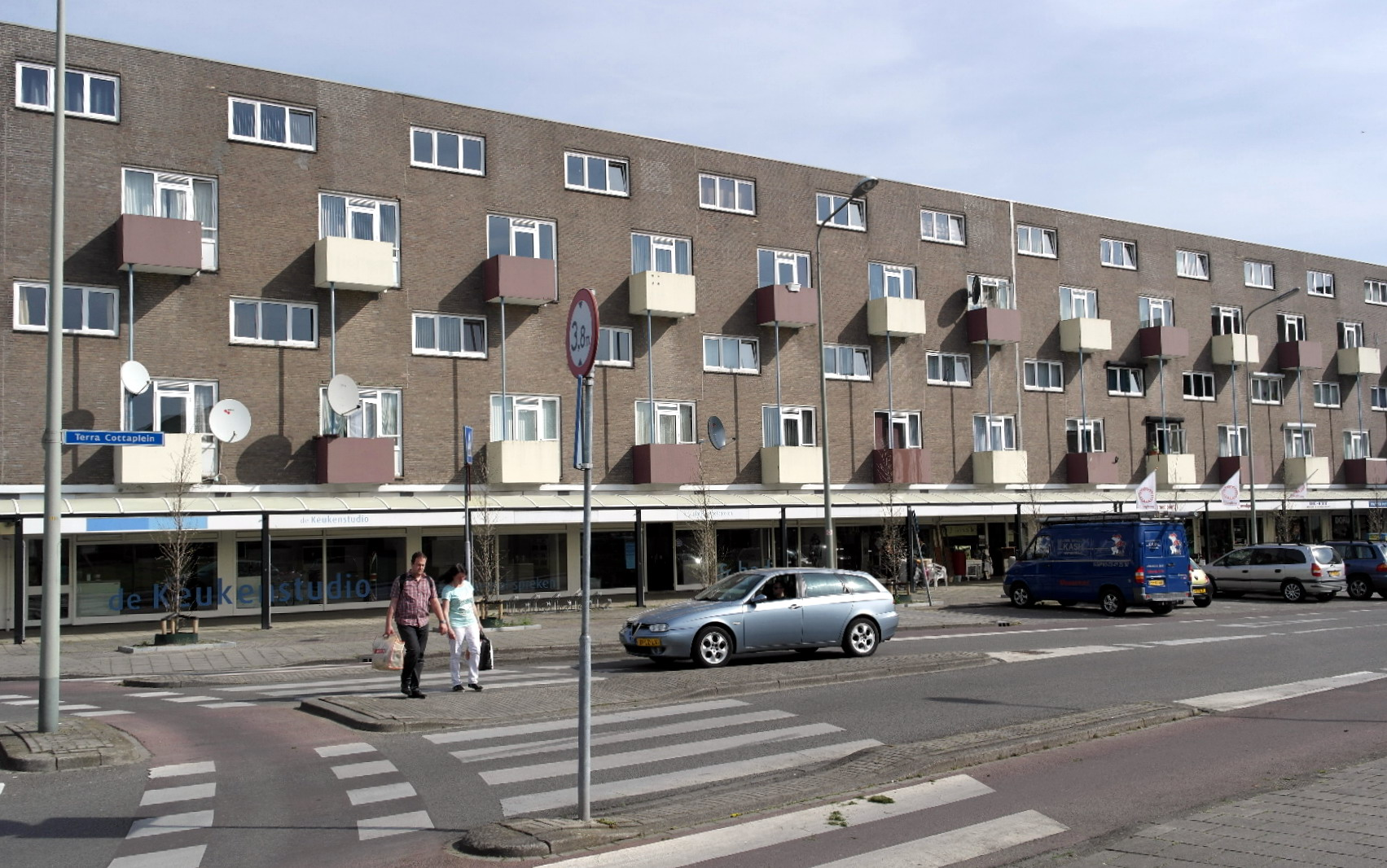
Terra Cottaplein.
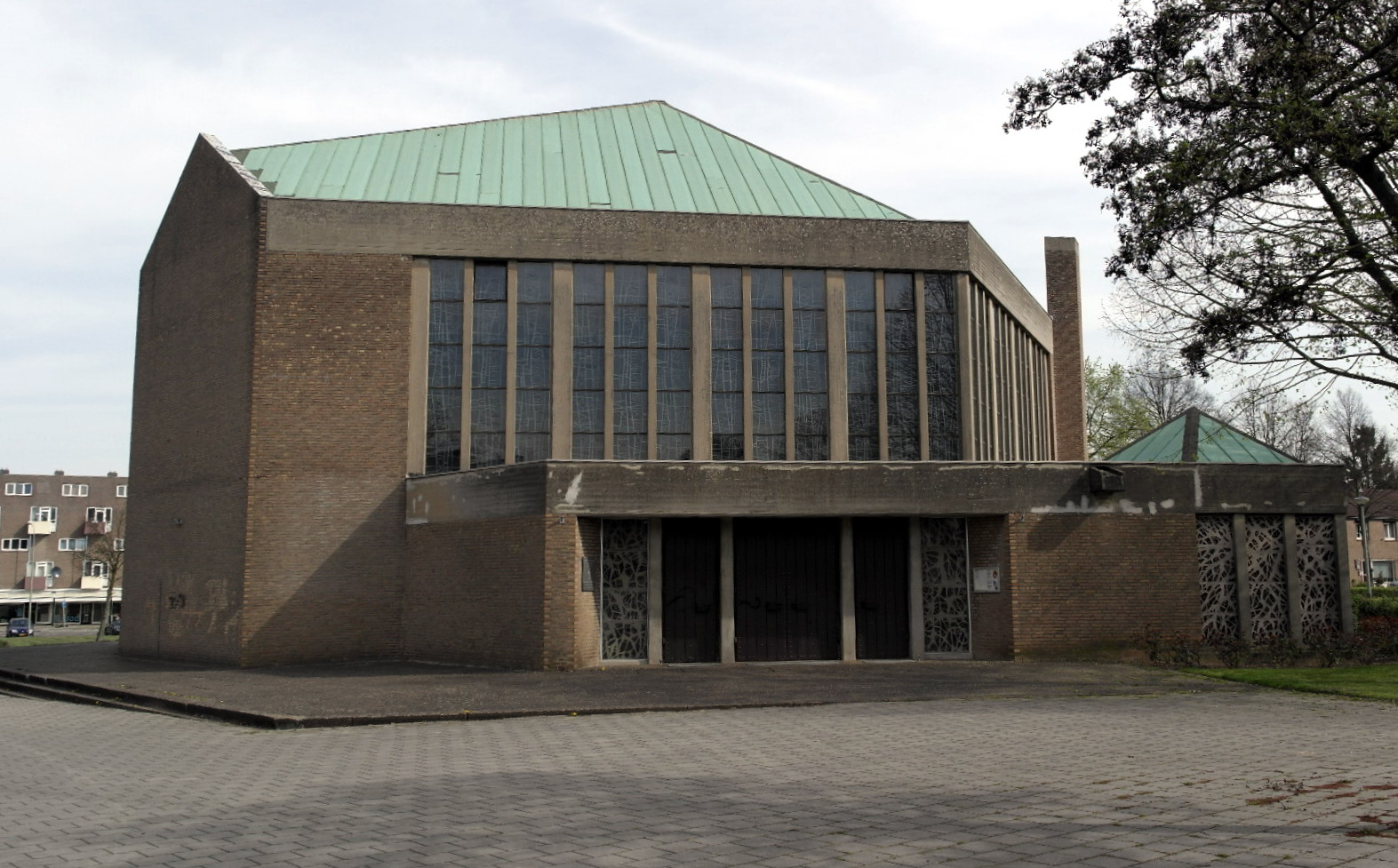
Église de Pottenberg.
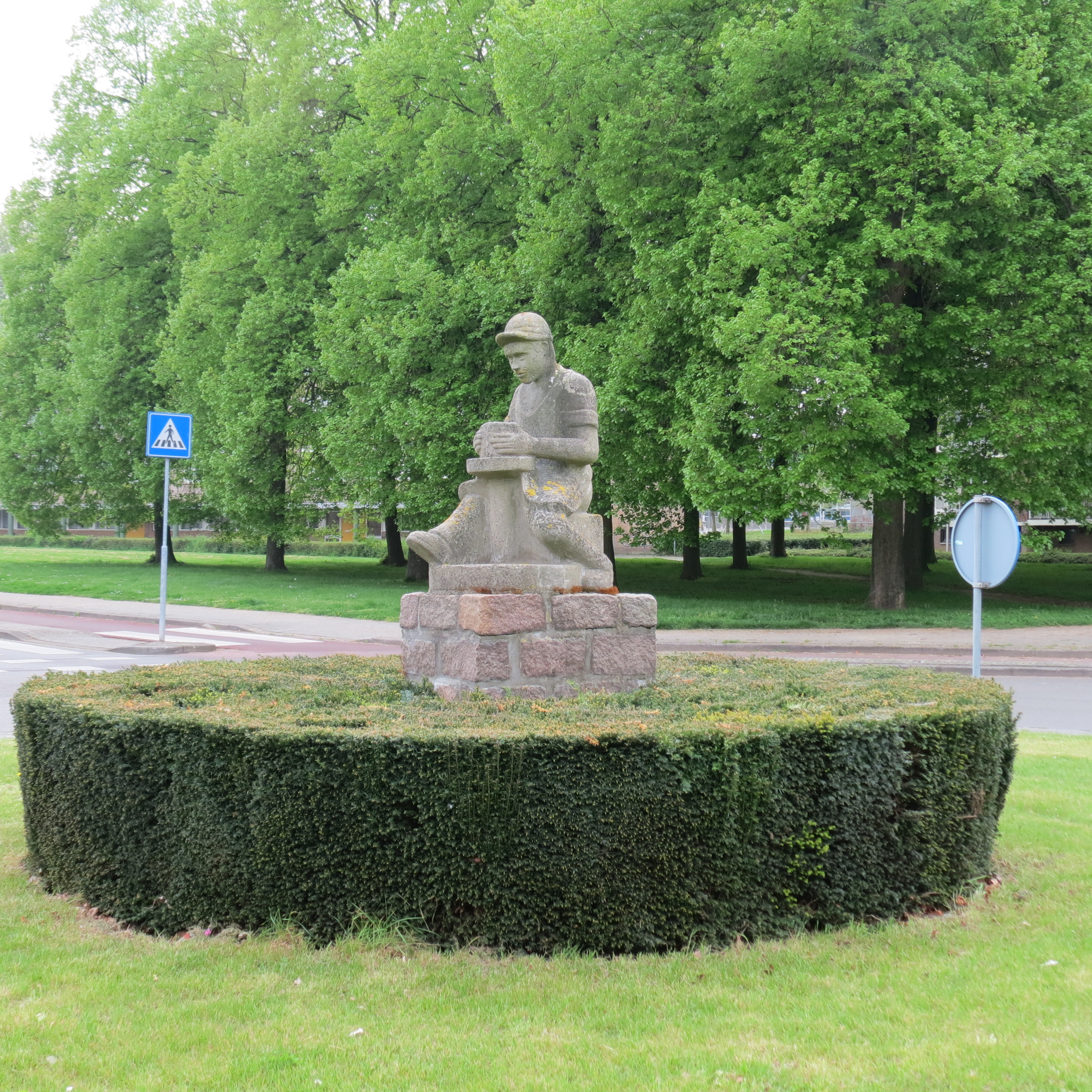
Statue Pottemenneke.

## Sources
- (nl) Cet article est partiellement ou en totalité issu de l’article de Wikipédia en néerlandais intitulé « Pottenberg » (voir la liste des auteurs).

## Compléments